# Palácio de Örbyhus
Palácio de Örbyhus (em sueco: Örbyhus slott) é um palácio da Suécia, situado na comuna de Tierpe, a 40 quilômetros de Uppsala, a meio caminho entre Uppsala e Gävle.
O rei Érico XIV da Suécia esteve prisioneiro neste palácio, tendo aí falecido por suposto envenenamento em 1577. Durante a sua estadia na prisão, o rei teria traduzido a obra Historia de omnibus Gothorum Sveonomque regibus da autoria do arcebispo católico Johannes Magnus.